# Йордет, Олав
Олав Йордет (норв. Olav Jordet; 27 декабря 1939, Вингелен) — норвежский биатлонист, первый норвежский чемпион мира по биатлону, четырёхкратный чемпион этих первенств, двукратный призёр Олимпийских игр.